# Latite

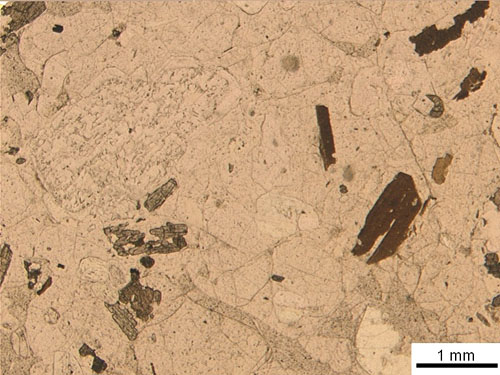
Máy quang ảnh của phần mỏng của latit (trong ánh sáng phân cực phẳng)

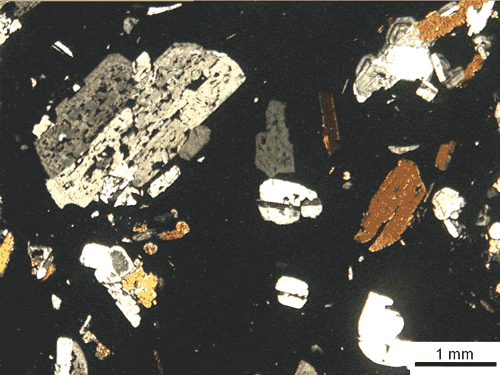
Máy quang ảnh của phần mỏng của latit (trong ánh sáng phân cực chéo)

Latite là một loại đá magma, đá núi lửa, với kết cấu aphanitic - aphyric đến aphyric- porphyr. Tập hợp khoáng vật của nó thường là fenspat kiềm và plagiocla với số lượng gần như là bằng nhau. Thạch anh nhỏ hơn năm phần trăm và vắng mặt trong một số latite có chứa feldspathoid, và olivin vắng mặt trong latite có chứa thạch anh. Khi hàm lượng thạch anh lớn hơn năm phần trăm, đá được phân loại là latite thạch anh. Biotite, hornblend, pyroxene và olivine khan hiếm hoặc thạch anh là những khoáng chất phụ liệu phổ biến.
Rhomb porphyries là một loại bất thường với ban tinh hình thoi màu xám-trắng có hình dạng phenocrysts nhúng trong một hạt ma trận màu đỏ-nâu rất tốt. Thành phần của porpry hình thoi đưa nó vào trong phân loại trachyte - latite của sơ đồ QAPF.
Latite được tìm thấy, ví dụ, như lavas ở Bulgaria  và là taccoliths và bệ xâm nhập ở Nam Dakota, Hoa Kỳ.